# Inhambane
Inhambane [iɲɐ̃ˈbani]IPA, téže známé jako Terra de Boa Gente (Země dobrých lidí), je město v Mosambiku na pobřeží Indického oceánu v ústí řeky Mutamba. Je to administrativní centrum stejnojmenné provincie. Ve městě samém a přilehlém okolí žije více než 51 000 obyvatel.

## Dějiny
V 11. století zde arabští mořeplavci založili obchodní stanici, jejímž hlavním obchodním artiklem byl jemný arabský textil. V 16. století se tu poprvé objevili Portugalci a roku 1560 zde jezuité založili misijní centrum. Jeden z jezuitských kněží, otec Gonçalo da Silveira, podnikl cestu do vnitrozemí, kde obrátil na křesťanství monomotapského krále. Během cesty zemřel mučednickou smrtí. V následujících stoletích Portugalci profitovali z obchodu se slonovinou a otroky. V 18. století se jim podařilo vojensky vytlačit Holanďany, kteří usilovali o podíl na místním obchodu. Roku 1834 město vyrabovali bojovníci krále Šošangany, zakladatele říše Gaza. Ve 20. století, poté, co hlavním městem Mosambiku byl ustanoven přístav Lourenço Marques, ztratilo Inhambane na významu. Během Mosambické občanské války zůstalo město ušetřeno rabování a dnes je populární turistickou destinací.

## Památky

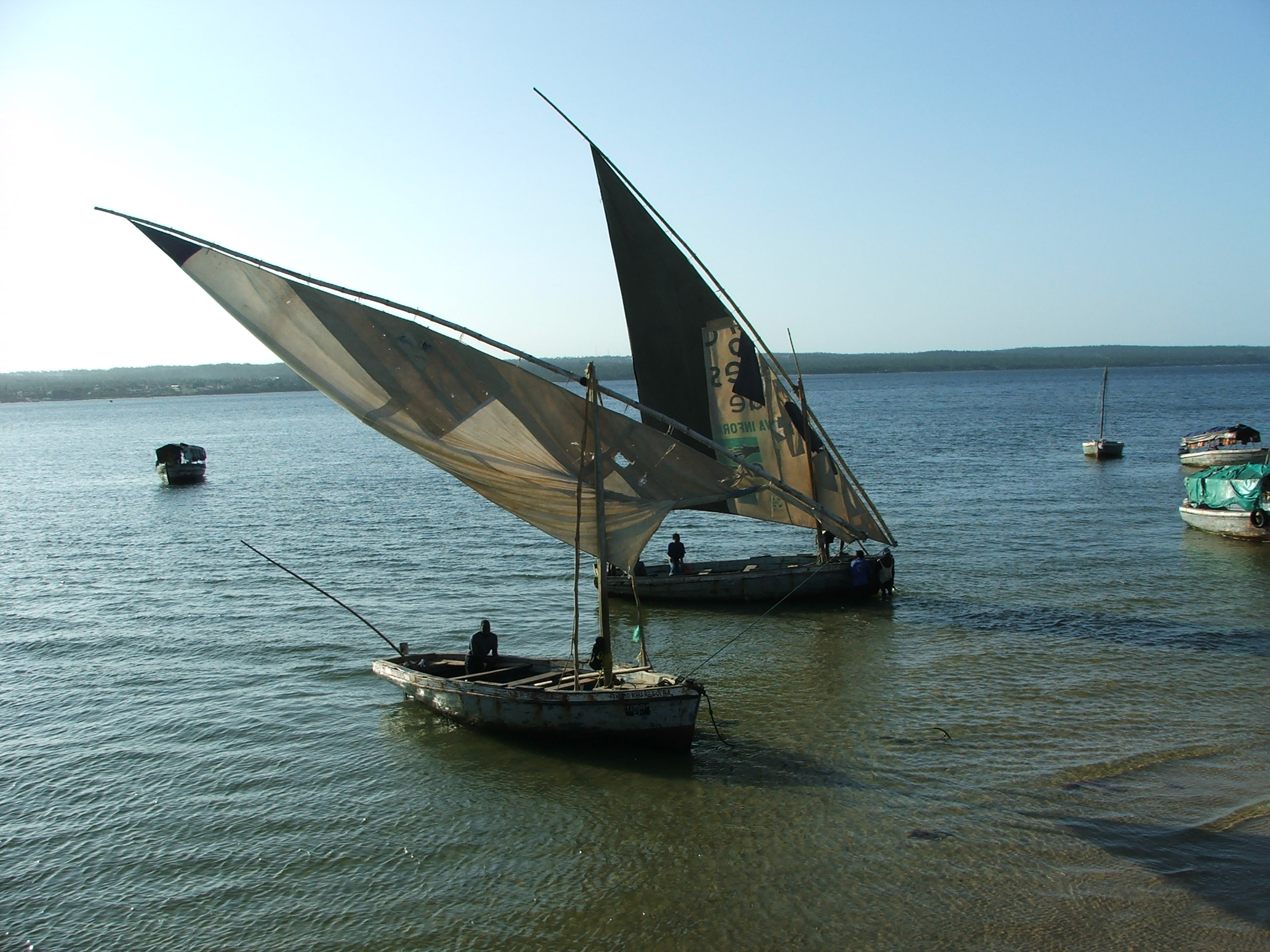
Inhambanský přístav.

Katedrála Nossa Senhora de Conceição (Panny Marie Neposkvrněného početí) byla postavena v 18. století a nedávno[kdy?] byla  zrenovovaná. Zvláštností je kostelní věž, která je osazená střílnami, takže plní zároveň funkci zvonice i obranné věže. V jejím sousedství stojí tzv. Nový kostel. Muslimové si zde roku 1840 vystavěli malou mešitu. Zajímavá je budova vlakového nádraží postaveného v koloniálním stylu. Od nádraží do přístavu vede třída Avenida de Independencia. Přístav je s pevninou spojen přívozem (Inhambane se nachází na protáhlém poloostrově), který několikrát za den odjíždí do protilehlého města Maxixe (čti:"mašiš").

## Podnebí
Město se nachází v oblasti ovlivňované cyklóny, které se na pevninu dostávají především od ledna do března. Vlhkost vzduchu neklesá zpravidla pod 75 %.

## Politika
Ve volbách roku 1998 byl radním zvolen Vitorino Macuvel a roku 2003 Morreu Lourenço Macul (znovuzvolen 2008). V obou případech se jednalo o kandidáty levicové postkomunistické strany FRELIMO.

## Turistika
Poloostrov Inhambane má jen velmi základní a nerozvinutou infrastrukturu, ale ideální podmínky pro potápění. Rezorty s chatkami a kempovacími místy se nacházejí např. v Tofu a Ponta de Barra. Pozorovat lze mnoho mořských živočichů, např. různé druhy žraloků a mořských želv.